# Ilomba
Ilomba est un cratère d'impact situé sur le satellite Triton de la planète Neptune par 14,5° S et 57° E. Il termine, avec les cratères Kurma et Mazomba, un quasi alignement de trois cratères parmi les plus grands observés sur Triton.